# Georges Valois

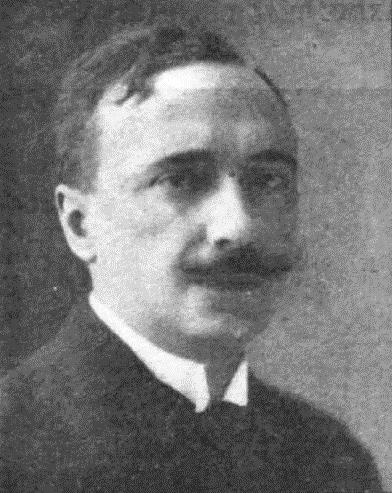
Retrato de Valois publicado en 1925

Albert-Georges Gressent, más conocido por su pseudónimo Georges Valois (París, 7 de octubre de 1878-Bergen-Belsen, 18 de febrero de 1945), fue un político francés, fundador en 1925 de Le Faisceau, el primer partido fascista francés. Valois, que anteriormente había sido anarcosindicalista y miembro de Action Française, también creó en 1911 el Círculo Proudhon junto a Édouard Berth.

## Biografía
Albert-Georges Gressent nació en París el 7 de octubre de 1878. Era hijo de Edmond Alfred Gressent y de Berthe Joséphine Evrard.

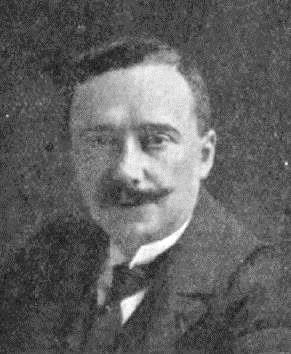
Retrato de Valois publicado en el almanaque de Action Française del año 1923

Inicialmente un anarco-sindicalista —hasta 1903— en 1906 Valois se unió como miembro a Action Française, movimiento político en el que ejercería de «experto» en asuntos sociales y económicos. Entre 1905 y 1906 había escrito su obra L'Homme qui vient de la que se ha destacado que destilaba un estilo «nietzscheano», a pesar de que en realidad la única idea de la obra claramente adscribible al filósofo alemán sería la visión del humanitarismo como un medio urdido por los débiles para debilitar a los poderosos.
En 1911 fundó el Círculo Proudhon junto al sindicalista Édouard Berth; el círculo, formado por discípulos de Charles Maurras y Georges Sorel, sintetizó las ideas sindicalistas/socialistas de Sorel y las nacionalistas de Maurras, así como condenó el sistema democrático. La débil unión de nacionalismo y sindicalismo que proponía el círculo no llegó a perdurar hasta la Primera Guerra Mundial.

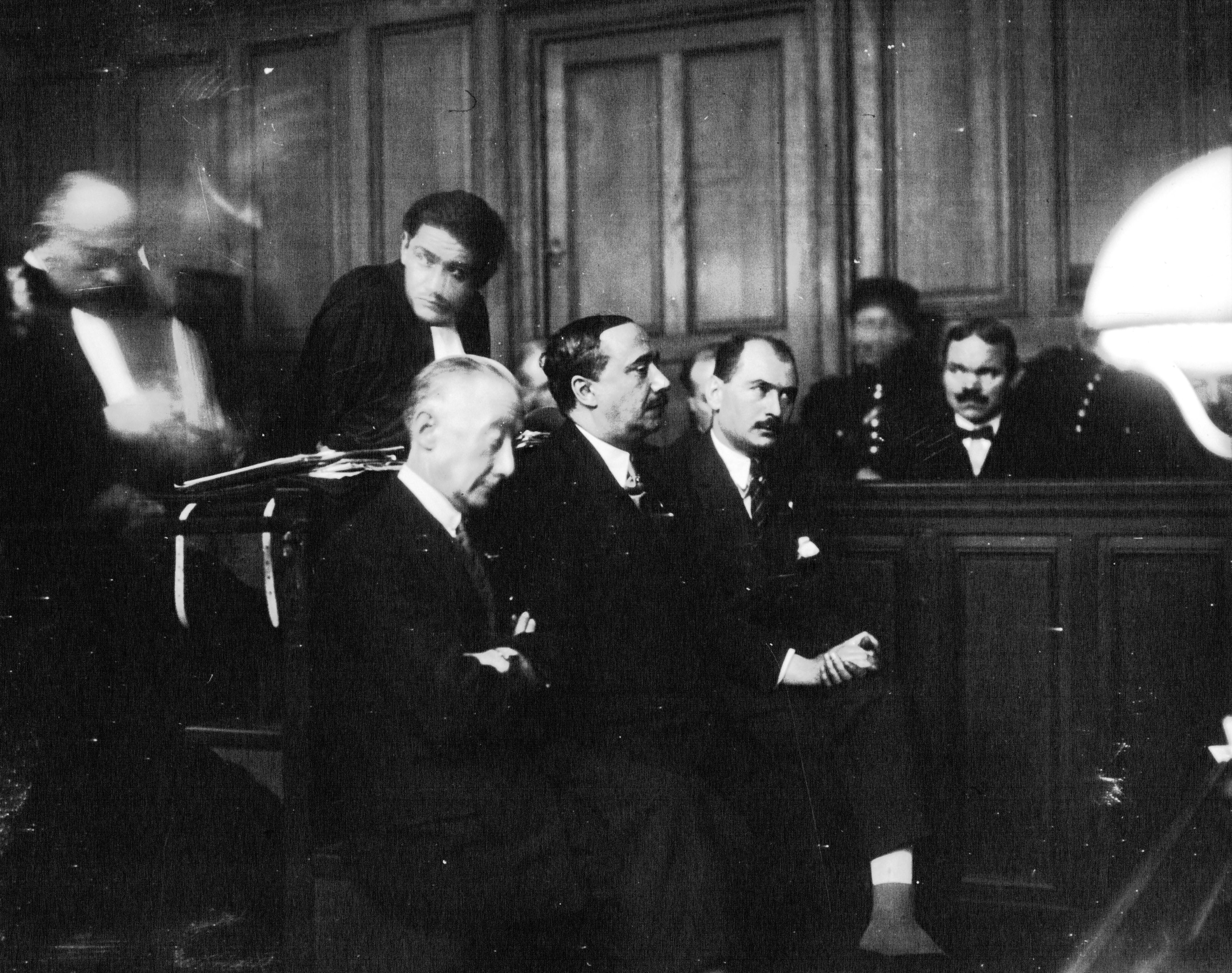
Valois junto a otros miembros de Le Faisceau en 1927

Se distanció progresivamente de la ideología de Charles Maurras y Léon Daudet y, tras abandonar Action Francaise, fundó el 11 de noviembre de 1925 Le Faisceau, un movimiento abiertamente fascista y el primer partido político propiamente de dicha ideología en Francia.
A finales de la década de 1920 cejó en el empeño de perseguir ideas sindicalistas amparadas en estructuras fascistas y creó el Parti républicain syndicaliste el 10 de junio de 1928. En la segunda mitad de 1935 intentó integrarse en la SFIO, pero en diciembre de 1935 fue finalmente rechazada su admisión.
Durante la Segunda Guerra Mundial se enroló en el bando de la Resistencia francesa. Fue atrapado y enviado al campo de concentración alemán de Bergen-Belsen,
donde falleció enfermo de tifus el 18 de febrero de 1945.

## Obras

Caricatura de Valois

| - L'Homme qui vient, philosophie de l'autorité, 1906 - L'économie nouvelle, 1919. - La révolution nationale : philosophie de la victoire, 1924 - La politique de la victoire, 1925. - Basile ou la politique de la calomnie, 1927. - L'Homme contre l'argent, 1928. - Un Nouvel âge de l'humanité, 1929. - Finances italiennes, 1930. | - Économique, 1931. - Guerre ou révolution, 1931. - Journée d'Europe, 1932. - Prométhée vainqueur ou Explication de la guerre, 1940 - 1917-1941. Fin du bolchevisme, conséquences européennes de l'événement, 1941. - L'Homme devant l'éternel (póstumo), 1947. - Les Cahiers du Cercle Proudhon (con prefacio de Alain de Benoist) |